# Sanjay Ayre
Sanjay Ayre (Kingston, 19 de junio de 1980) es un atleta jamaicano, especialista en la prueba de relevos 4x400 m, en la que ha logrado ser subcampeón olímpico en 2000.

## Carrera deportiva
En los JJ. OO. de Sídney celebrado en 2000 ganó la medalla de plata en relevos 4x400 m, tras los nigerianos y por delante de los bahameños.
Al año siguiente, en el Mundial de Edmonton 2001 volvió a conseguir la plata, y dos años más tarde en el Mundial de París 2003 de nuevo consigue la plata en relevos 4x400 m.
Por último, en el Mundial de Helsinki 2005 ganó la medalla de bronce en los relevos 4x400 metros, con un tiempo de 2:58.07 segundos, tras los estadounidenses y bahameños, siendo sus compañeros de equipo: Brandon Simpson, Lansford Spence y Davian Clarke.